# Christoph Arnold
Christoph Arnold (17 de diciembre de 1650—15 de abril de 1695) fue un astrónomo aficionado alemán. Fue el primero en avistar el gran comenta de 1683.

## Semblanza
Nacido en Sommerfeld, cerca de Leipzig, Arnold era granjero de profesión pero su interés, sin embargo, se encontraba en la astronomía. Detectó el gran cometa de 1683 ocho días antes que lo hiciera Johannes Hevelius. En 1686, Gottfried Kirch viajó a Leipzig, donde observó un gran cometa junto a Arnold. En ese viaje, Kirch conoció a su segunda esposa, Maria Margarethe Winckelmann (1670-1720), quien había aprendido astronomía junto a Arnold.
Arnold observó un tránsito de Mercurio frente al Sol el 3 de octubre de 1690. 
Para realizar su trabajo, Arnold recibía algo de dinero, y una exención tributaria, de parte de la ciudad de Leipzig. Fue el autor de Göttliche Gnadenzeichen, in einem Sonnenwunder vor Augen gestellt (Leipzig, 1692) que da cuenta del tránsito de Mercurio de 1690.
Falleció en Leipzig. 

## Eponimia
- El cráter lunar Arnold lleva este nombre en su memoria.[1]